# Matylda Brabantská
Matylda Brabantská (1224 – 29. září 1288) byla hraběnkou z Artois a hraběnkou ze Saint-Pol.

## Život

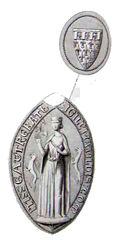
Matyldina pečeť

Narodila se jako dcera brabantského vévody Jindřicha II. a Marie, dcery zavražděného římského krále Filipa Švábského. 14. ledna 1237 byla v Compiègne provdána za francouzského prince Roberta, hraběte z Artois. Robert se připojil k bratrově křížové výpravě a jeho zbrklý útok na pevnost al-Mansúra se mu na počátku roku 1250 stal osudným. Syn Robert se narodil jako pohrobek. Matylda se po čtyřech či pěti letech vdovství znovu provdala za Víta ze Châtillonu, hraběte ze Saint-Pol. Zemřela ve čtyřiašedesáti letech a byla pohřbena v cisterciáckém klášteře Cercamp.